# Chuaj-jang
Chuaj-jang (čínsky pchin-jinem Huáiyáng, znaky zjednodušené 淮阳, tradiční 淮陽) je městský obvod v městské prefektuře Čou-kchou na východě provincie Che-nan Čínské lidové republiky. Má 1469 km², k roku 2010 měl 1 089 699 obyvatel.

## Historie
Podle čínských mýtů zde sídlili legendární Fu-si a Šen-nung.
Ve starověku se zde nacházelo hlavní město státu Čchen. Roku 479 př. n. l. byl Čchen zabrán státem Čchu. Roku 278 Čchu ztratilo území na západě, včetně svého hlavního města, ve prospěch státu Čchin načež zde zřídilo nové hlavní město, Čchen. Po sjednocení Číny státem Čchin zde vznikl okres Čchen (陈), který byl součástí stejnojmenné komandérie. Po vzniku říše Chan se okres i s komandérií stal částí království Chuaj-jang, jednoho z chanských vazalských království. V okrese Čchen bylo hlavní město království. Králům Chuaj-jangu zprvu podléhaly tři komandérie sestávající z cca 60 okresů, postupně však byla moc králů omezována (je přesnější je pak označovat za knížata). Roku 2 n. l. již spravovali pouze devět okresů (s 981 423 obyvateli v 135 544 domácnostech). Roku 88 n. l. knížectví Chuaj-jang zaniklo a jeho území přešlo pod běžnou chanskou správu.
V období Severní Wej byl okres Čchen začleněn do okresu Siang (项). V říši Suej byl z okresu Siang vydělen okres Wan-čchiou (宛丘), podléhající komandérii (resp. v některých letech kraji) Čchen-čou (陈州), pouze v letech 607–618 (za Suejů) a 742–758 (za Tchangů) nesla komandérie název Chuaj-jang.
V říši Ming byl okres Wan-čchiou zrušen a jeho území se stalo částí kraje Čchen-čou. Za Čchingů kraj Čchen-čou podléhal bezprostředně provinčním úřadům, roku 1734 byl povýšen na prefekturu a pro správu jejího sídelního města a okolí vznikl okres Chuaj-ning (淮宁). Roku 1913 byly v rámci správních reforem prefektury zrušeny a okres Chuaj-ning přejmenován na Chuaj-jang.
Po vzniku Čínské lidové republiky roku 1949 byl okres Chuaj-jang podřízen zvláštní oblasti Chuaj-jang, od roku 1953 zvláštní oblasti Šang-čchiou, v letech 1958–1961 přechodně podléhal zvláštní oblasti Kchaj-feng. Od roku 1965 patřil k zvláštní oblasti Čou-kchou, roku 1969 reorganizované v prefekturu a roku 2000 v městskou prefekturu. Roku 2019 se okres Chuaj-jang změnil na městský obvod.